# アツケシザクラ
アツケシザクラ（厚岸桜、学名Prunus sargentii f. Ifkubei Tatewaki）は、サクラの品種の1つ。
作曲家の伊福部昭が、1935年から1940年まで林務官を務めていた時に北海道の厚岸町で発見した。北海道大学の館脇操博士が新種と認定し、品種名Ifkubeiを命名した（Tatewakiは命名者を明示しているだけであって学名には含まない）。しかし現在では分類群として大きな差異がないためこの名前が用いられることはない。
アッケシザクラは別種。